# Eleccions presidencials ruandeses de 2010
Les eleccions presidencials ruandeses de 2010 van tenir lloc a Ruanda el 9 d'agost de 2010, les segones des de la Guerra Civil ruandesa. L'actual president Paul Kagame del Front Patriòtic Ruandès (FPR) va ser reelegit per un segon mandat de set anys amb el 93% dels vots.

## Antecedents
Paul Kagame, cap del FPR, havia estat president des de l'any 2000 i líder de facto des de 1994, després de la victòria de les seves forces sobre el govern provisional a la fi del genocidi ruandès. La nova constitució fou aprovada per un referèndum en 2003, amb mandat presidencial per un segon termini de set anys. Les eleccions presidencials es van celebrar poc després del referèndum i la promulgació de la constitució, que van ser guanyades per Kagame. Després d'haver complert un mandat, Kagame tenia dret a servir per un altre mandat i es va presentar a la reelecció el 2010.
Durant el primer mandat de Kagame, Ruanda va experimentar taxes de creixement elevades i un augment de la infraestructura i la inversió internacional i el turisme. No obstant això, va ser criticat per algunes figures de l'oposició i grups de drets humans per suprimir la dissidència en el període que va passar fins a les eleccions.

## Candidats
La campanya electoral es va iniciar públicament el gener de 2010 quan Victoire Ingabire, una hutu que havia viscut a l'estranger des de feia anys, va tornar a Ruanda i va anunciar la seva candidatura. Ingabire ba causar certa controvèrsia després de la seva arribada amb comentaris relacionats amb el genocidi. El govern l'acusava de trencar les lleis estrictes del país pel que fa a negació del genocidi, provocant la seva detenció a l'abril de 2010. Va see alliberada però li van prohibir presentar-se a les eleccions. Més tard va ser sentenciada a 15 anys de presó.
Al maig, Kagame va ser aprovat oficialment com a candidat del FPR al congrés nacional del partit. Kagame es va convertir en el primer candidat a ser acceptat quan va presentar els seus papers electorals al juliol. El següent candidat a inscriure's va ser el vicepresident de la Cambra de Diputats de Ruanda i exministre de Salut Jean Damascene Ntawukuriryayo, qui va obtenir la nominació pel Partit Socialdemòcrata el 22 de maig. En juny, el Partit Liberal va nomenar al seu candidat, amb el vicepresident del Senat de Ruanda i exministre de comerç Prosper Higiro qui va derrotar Stephanie Mukantagara per la nominació després que aquesta última es va retirar a última hora. L'última candidat en registrar-se va ser la senadora Alvera Mukabaramba del Partit pel Progrés i la Concòrdia.
Dos dels altres tres contendents no van obtenir els documents oficials aprovats i no van ser acceptats mentre que l'altra partit es va desintegrar efectivament, sense deixar cap oposició real a Kagame. Els tres candidats que van estar contra Kagame l'havien recolzat a les eleccions presidencials ruandeses de 2003 i eren descrits pels altres partits com a "satèl·lits polítics" de RPF, l'oposició simbòlica que servia per mantenir una façana de pluralisme.

## Conducta
La celebració de les eleccions va veure els "assassinats de figures de l'oposició", inclosa la decapitació sense resoldre del vicepresident del Partit Verd Democràtic de Ruanda, André Kagwa Rwisereka, mentre que l'assassinat del periodista Jean-Léonard Rugambage va despertar preocupació i va impulsar a les Nacions Unides a exigir una investigació. La BBC va descriure la campanya electoral "marcada per la violència i la intimidació contra els polítics de l'oposició" El diari Burkinabé Le Pays – en un article retransmés per Courrier International – va condemnar l'assassinat d'"aquells que podrien destorbar la reelecció de Paul Kagame," i va demanar a la comunitat internacional que adoptés una posició dura contra el govern de Kagame. Amnistia Internacional també va condemnar els atacs i va demanar al govern que garantís als ruandesos un ambient per "expressar lliurement els seus punts de vista", on l'assassinat havia creat un clima de repressió per inhibir la llibertat d'expressió. "En els últims mesos, els assassinats, arrestos i el tancament de diaris i radiodifusors han reforçat un clima de por. El govern de Ruanda ha d'assegurar-se que les investigacions sobre els assassinats són exhaustives i es tornen a tancar els mitjans de comunicació clausurats."
Al juny, Ruanda també es va veure implicada en una controvèrsia després d'alliberar un advocat nord-americà, que va treballar amb el Tribunal Penal Internacional per a Ruanda a Tanzània i va ser arrestat i acusat de "negar el genocidi i amenaçar la seguretat de l'estat".
Sud-àfrica també va crida al seu ambaixador a Ruanda per discutir la situació al país la setmana anterior a les eleccions. Això va passar uns dos mesos després que un general ruandès dissident sobrevisqués a un intent d'assassinat a Johannesburg. El general Faustin Kayumba Nyamwasa, que era un crític de Kagame, va al·legar que era un intent d'assassinat, un càrrec que Ruanda va negar. Uns dies després, un periodista que va declarar haver descobert la responsabilitat del règim en l'intent d'assassinat va ser assassinat a trets. Després que Sud-àfrica arrestés cinc homes durant el tiroteig i revelés les seves nacionalitats, Ruanda va convocar a l'ambaixador de Sud-àfrica per expressar la seva preocupació per la investigació. No obstant això, Sud-àfrica va negar que la crida era "fer connexions entre el govern de Ruanda i el tiroteig del general".
Els partits d'oposició també van dir que més de 30 diaris havien estat prohibits. Amnistia Internacional també va dir que les figures dels partits de l'oposició havien estat intimidats, que els periodistes havien estat assenyalats i assassinats, i diversos alts funcionaris que criticaven el partit governant van ser atacats i arrestats. La ministra d'Afers Exteriors, Louise Mushikiwabo, refutava les afirmacions afirmant que "els mitjans de comunicació internacionals i els grups de drets humans estan malinterpretant el que està passant al país". El meu govern no es guanya per cap acció d'inseguretat. Paul Kagame passa a ser molt popular. Crec que apuntar un dit a aquest govern és incorrecte. Qualsevol que llegeixi la situació de Ruanda sabrà que hi ha una atmosfera d'entusiasme entre el públic."
Anil K Gayan, antic ministre d'Afers Exteriors de Maurici i responsable de la delegació de supervisió de la Unió Africana, va dir que "no hem rebut proves d'intimidació". També va parlar sobre la participació en les eleccions dient que, tot i que els agrupacions polítiques podrien haver estat ben assistides "Les multituds no es tradueixen necessàriament en vots". Kagame també va rebutjar els reclams d'oposició i va dir que la votació era "molt democràtica. Els ciutadans de Ruanda eren lliures per presentar-se a les eleccions, aquells que volien i eren qualificats, per la qual cosa no veig cap problema. Algunes seccions dels mitjans semblen estar llegint des d'una pàgina diferent."

### Violència
Encara que la campanya electoral es va dur a terme majoritàriament amb tota tranquil·litat, hi hagué una sèrie d'incidents que van atreure l'atenció internacional. Al febrer i març de 2010 es van produir una sèrie d'atacs a Kigali, que van matar una persona i van ferir diverses, que estaven vinculats a les properes eleccions. Aquest i altres atacs amb bomba al país van ser atribuïts a l'ex ambaixador ruandès a l'Índia exiliat Faustin Kayumba Nyamwasa i al grup hutu Interahamwe.

## Resultats
Kagame va ser declarat guanyador de les eleccions, segons els resultats publicats per la Comissió Nacional Electoral l'11 d'agost. Tanmateix, l'oposició i els drets humans els grups van dir que les eleccions quedaren contaminades per la repressió, l'assassinat i la manca de competència creïble. Kagame va respondre dient que "no veig cap problema, però hi ha algunes persones que opten per veure problemes on no hi ha". ls observadors també van criticar l'escrutini perquè la campanya estava desproveïda de "veus crítiques d'oposició" amb els altres tres candidats destacats en l'escrutini vinculat al partit de Kagame.
| Candidat                        | Partit                            | Vots      | %     |
| ------------------------------- | --------------------------------- | --------- | ----- |
| Paul Kagame                     | Front Patriòtic Ruandès           | 4,638,560 | 93.08 |
| Jean Damascene Ntawukuriryayo   | Partit Socialdemòcrata            | 256,488   | 5.15  |
| Prosper Higiro                  | Partit Liberal                    | 68,235    | 1.37  |
| Alvera Mukabaramba              | Partit pel Progrés i la Concòrdia | 20,107    | 0.40  |
| Vots nuls/en blanc              | Vots nuls/en blanc                | 65,912    | –     |
| Total                           | Total                             | 5,049,302 | 100   |
| Votants registrats/participació | Votants registrats/participació   | 5,718,492 | 97.5  |
| Font: Adam Carr                 |                                   |           |       |

## Conseqüències
Es va produir un atac amb granades a Kigali hores després que la comissió electoral va anunciar la victòria de Kagame, que va ferir a unes 20 persones. Els informes de mitjans indiquen que l'atac pot haver estat motivat políticament i connectat a atacs anteriors a la mateixa zona.
En els mesos posteriors a les eleccions, van continuar arrestos de figures d'oposició. Victoire Ingabire, líder de les Forces Democràtiques Unificades de Ruanda, va ser arrestada sobre la base de declaracions fetes per un ex oficial militar que ella tenia connexió amb una suposada trama per formar un "grup terrorista". Això es va produir després que ella ja estigués sota control judicial.